# Вулиця 1905 року (станція метро)
«Вулиця 1905 року» — станція Тагансько-Краснопресненської лінії Московського метрополітену. Розташована між станціями «Бігова» і «Барикадна» у Пресненському районі ЦАО.
Станція відкрита 30 грудня 1972 року в складі дільниці «Барикадна» — «Октябрське поле» .
Назва станції — по прилеглій вулиці 1905 року, яка, в свою чергу, отримала назву на згадку про події грудня 1905 року.

## Вестибюлі
Північний підземний вестибюль знаходиться на вулиці 1905 року, південний наземний вестибюль у вигляді ротонди знаходиться на площі Краснопресненської застави, на розі вулиць 1905 року, Червона Пресня і Пресненський вал. Біля південного вестибюля розташований монумент пам'яті революції 1905 року.

## Технічна характеристика
Конструкція станції — колонна трипрогінна станція мілкого закладення (глибина закладення — 11 м.). Споруджена зі збірних конструкцій за типовим проектом. На станції 2 ряди по 26 квадратних колон з кроком 6,5 метрів.

## Оздоблення
Покриття колон — рожевий мармур різних відтінків. Колійні стіни облицьовані сірим мармуром і прикрашені фризом і металевими вставками із зображеннями цифр «1905» і смолоскипів з анодованого під золото алюмінію (художник — Ю. К. Корольов). Підлога викладена сірим гранітом.

## Колійний розвиток
Станція без колійного розвитку.

## Пересадки
- Автобуси: м3, м32, м35, 69, 152, с321, с344, с364, с369, 379, т18, т54